# Колижи Крандлен
Колижи Крандлен (фр. Colligis-Crandelain) насеље је и општина у североисточној Француској у региону Пикардија, у департману Ен (Пикардија) која припада префектури Лаон.
По подацима из 2011. године у општини је живело 183 становника, а густина насељености је износила 28,02 становника/km². Општина се простире на површини од 6,53 km². Налази се на средњој надморској висини од 88 метара (максималној 194 m, а минималној 68 m).

## Демографија
| 1962. | 1968. | 1975. | 1982. | 1990. | 1999. | 2011. |
| ----- | ----- | ----- | ----- | ----- | ----- | ----- |
| 111   | 133   | 144   | 145   | 152   | 145   | 183   |

График промене броја становника у току последњих година